# Otolithe
Pour les articles homonymes, voir statolithe.

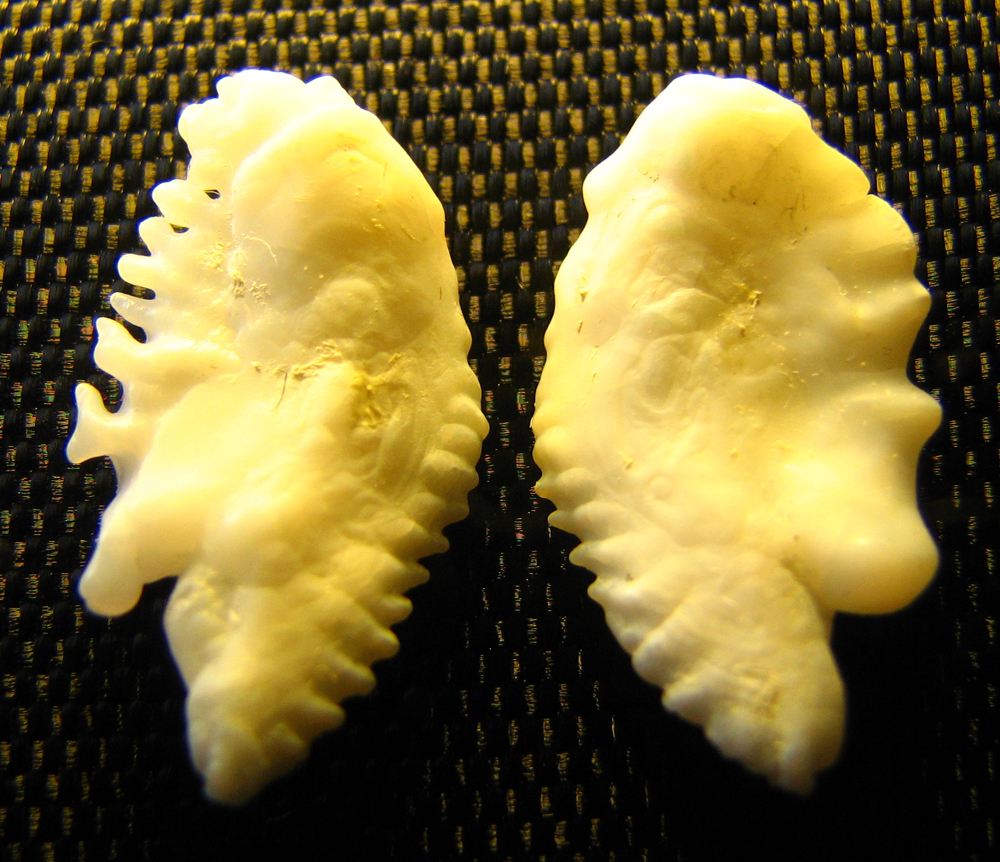
Otolithes sagittaux (sagittae) d'un sébaste atlantique, mesurant 18 mm.

L'otolithe (othos : oreille ; lithos : pierre) — ou statoconie ou otoconie ou statolithe ou poussière d'oreille — est une concrétion minérale trouvée dans le système vestibulaire (cicatricule ou utricule) de l'oreille interne des vertébrés (surtout chez les poissons téléostéens, c'est-à-dire les non cartilagineux) et un constituant normal de cet organe. Chez l'humain, ils mesurent 3 à 19 µm de longueur.
Les otolithes sont de petits cristaux de carbonate de calcium (CaCO3) de forme oblongue et situés dans la membrane otoconiale. Ils s'associent à l'épithélium sensoriel des macules utriculaires et participent à l'estimation des accélérations linéaires de la tête et donc à l'équilibration de l'organisme.
Cependant, lorsque des otoconies se détachent des macules utriculaires, ils peuvent être sources de vertiges pathologiques comme la cinétose.
Les otolithes sont également fréquemment utilisés en sclérochronologie des poissons ; l'otolithométrie est la discipline qui mesure l'âge de poissons au moyen de l'examen de leurs otolithes. Cet examen apporte des informations intéressantes sur des poissons qu'il est difficile d'observer (poissons des grands fonds par exemple) ou sur les espèces fossiles, éventuellement disparues.

## Fonctionnement

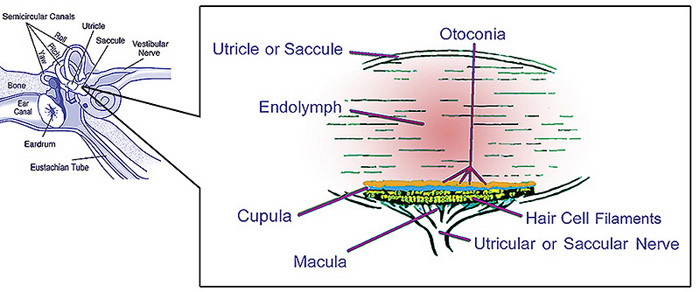
Illustration de l'organe otolithique.

Le vestibule de l'oreille interne possède des zones sensorielles, les macules auditives utriculaire et sacculaire (système maculaire ou organe otolithique) respectivement sur le plancher de l'utricule et en position semi-verticale sur la paroi du saccule. Les macules se composent de cellules de soutien, d'un épithélium cilié surmonté d'une membrane extracellulaire (membrane otoconiale ou membrane statoconiale ou membrane otolithique). 
Les otolithes sont des cristaux de carbonate de calcium (CaCO3) enchâssés dans une masse gélatineuse, la membrane otoconiale (membrane tectoria) qui repose sur les cellules sensorielles ciliées du vestibule. L'ensemble baigne dans l'endolymphe du conduit cochléaire. Ainsi, les déplacements peuvent être perçus dans les trois dimensions. 
Lorsque la tête change de position et n'est plus à la verticale, les otolithes sont entraînés par leur poids et continuent d'appuyer verticalement sur le sommet des cils alors que la base des cils a changé de position, ce qui provoque une angulation des cils stimulant les cellules sensorielles qui transmettent l'information au cerveau traduisant la position de l'organisme. Lors d'une accélération linéaire, le mouvement d'inertie des otolithes provoque également une angulation et donc un message nerveux.
Les otolithes ont donc un rôle essentiel dans l'équilibration de l'organisme mais d'autres systèmes y participent également.

## Otolithes des poissons

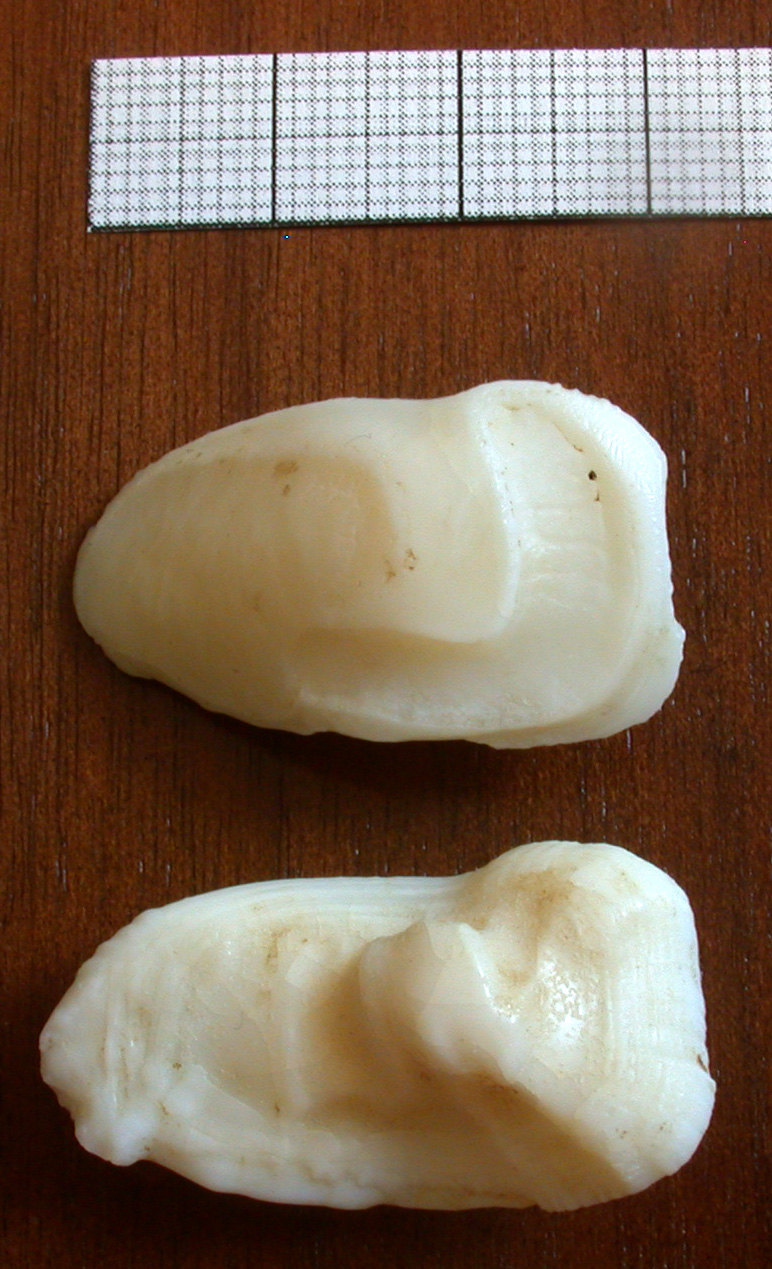
Chez le maigre Argyrosomus regius, les otolithes sont de très grande taille

Les Ostéichtyens, ou poissons osseux, sont tous dotés d'otolithes tandis que les Chondrichtyens et les lamproies en sont dépourvus. Alors que les humains possèdent plusieurs zones sensorielles chargées d'otolithes (deux par oreille, les macules utriculaire et sacculaire), les poissons ont trois paires d'otolithes, nommées respectivement les paires sagittae (les plus gros), lapilli, et asterici (plus petits).[réf. nécessaire]
L'oreille interne des poissons, bien développée, est un système membraneux de part et d'autre de l'encéphale, en arrière des yeux, se composant notamment de trois canaux semi-circulaires terminés à leur base par trois sacs renfermant chacun un otolithe. La sagitta se situe dans le saccule, le lapillus dans l'utricule, et l'astericus dans le lagena.
Le carbonate de calcium qui constitue les otolithes des poissons est sous la forme de cristaux jumelés d'aragonite. Les cristaux d'aragonite sont disposés de manière concentrique autour du nucleus (partie centrale de l'otolithe) et enrobés dans une matrice d'otoline relativement uniforme et similaire chez les différents groupes de poissons. L'otoline est une protéine fibreuse à la composition proche de la kératine nécessaire dans le processus de
minéralisation.
Les otolithes apparaissent dès le début de l'ontogenèse : la larve de poisson possède déjà ses otolithes à l'éclosion et leur croissance se poursuit durant toute sa vie par formation successive de couches concentriques en périphérie. Ces couches concentriques peuvent subir des variations structurales et chimiques en fonction de la physiologie du poisson et de son environnement. Il y a ainsi alternance de couches (macro et microstructures) sombres plus ou moins larges et espacées hyalines et des couches claires opaques. En effet, lors des périodes de forte croissance (saison chaude), la formation de cristaux d’aragonite est accélérée par la forte disponibilité en calcium dans le milieu. En période de croissance ralentie (saison froide), la concentration en cristaux d'aragonite est plus faible et des dépôts hyalins se forment en périphérie.
Les otolithes présentent deux faces : une face extérieure concave et une face intérieure convexe qui est creusée d'un sillon dont l'emplacement et la forme diffèrent selon l'espèce.

### Sclérochronologie
En ichtyologie, les otolithes sont considérés comme de véritables « boîtes noires », indices de tous les évènements marquants du poisson depuis sa naissance. Ces otolithes ont une structure lamellaire, avec des cernes de croissance, à partir desquels on peut évaluer l'âge du poisson, l'historique de son environnement et de sa santé. 
La paire d'otolithes la plus étudiée est celle de sagittae, qui sont les plus volumineux (donc les plus visibles) et qui peuvent prendre des formes très diverses selon l'espèce, qu'on met généralement dans un liquide, comme la glycérine, pour observer les couches concentriques par transparence et sous un éclairage ordinaire.
| Identification                       | |
| ------------------------------------ | --- |
| Espèce                               | La morphologie des otolithes est très diversifiée et se trouve donc être également caractéristique d'un genre, voire d'une espèce, de poisson donné. L'examen des otolithes retrouvés dans l'estomac de grands piscivores permet également d'identifier leur régime alimentaire car la composition chimique des otolithes permet de résister à l'attaque des enzymes digestives. De même, les ichtyopaléontologues identifient les otolithes trouvés dans les habitats pour reconstituer le régime alimentaire des premiers Hommes. |
| Âge et croissance                    | À la manière des nageoires des Téléostéens, les otolithes continuent de croître tout au long de la vie du poisson par superposition de couches d'aragonite en cercles concentriques. Les otolithes ont une croissance discontinue et les couches concentriques sont ainsi alternativement claires et sombres et rappellent celles visibles sur une coupe transversale de tronc d'arbre. Chaque année sont déposées une couche claire et une couche sombre, le comptage de ces couches permet donc de connaître l'âge en années du poisson et, par l'intermédiaire de modèles mathématiques, d'obtenir sa courbe de croissance.                                                                                                |
| Milieu de vie                        | La croissance des otolithes est aussi un excellent indicateur des variations du milieu externe. En zone tempérée, le cercle clair correspond à une zone de croissance (printemps et début été) tandis que le cercle sombre se dépose à la fin de l'été et à l'automne (Grassé, 1958) ; et durant l'hiver, la croissance est suspendue. En zone tropicale, l'alternance des saisons est beaucoup moins marquée rendant l'identification des courbes plus difficile. |
| Développement larvaire               | Pour les larves de poissons, il est possible de connaître très exactement l'âge en jours grâce à des marques très fines des otolithes déposés quotidiennement et qui sont visibles au microscope. L'épaisseur de ces accroissements journaliers va également permettre de déterminer les différentes étapes du développement larvaire (éclosion, résorption des réserves vitellines, ouverture buccale, premier repas planctonique, … ). Les variations des conditions de vie du milieu (changement de milieu, abondance ou absence de nourriture, pollutions, stress, … ) sont également identifiables à partir d'une part des variations d'épaisseur des marques journalières et d'autre part de leur composition chimique. |
| Étude des populations                | Les observateurs des pêcheries utilisent les otolithes pour étudier les populations d'intérêt. La forme de l'otolithe et ses variations intra-spécifiques, la présence ou l'absence de certains composés chimiques sont autant d'éléments qui permettent de caractériser le stock ou la population de poisson considéré. |
| Étude des rapports prédateurs/proies | Les otolithes résistent bien aux sucs digestifs, aussi l'étude du contenu stomacal d'une espèce marine prédatrice (cachalot, dauphin, marsouin…) permet-elle via l'analyse des otolithes trouvés dans le contenu stomacal de l'animal de savoir quels étaient les espèces et âges des poissons qu'il a récemment mangés. |

### Liens externes

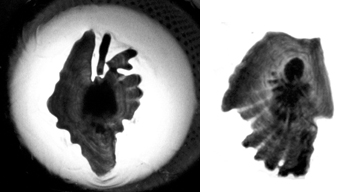
Otolithes sagittaux (sagittae) d'un Flétan du Groenland, vus par transparence.

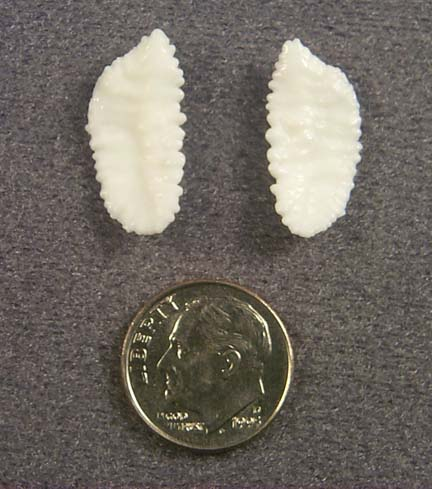
Paire de sagittae d'une Morue du Pacifique.